# Legend of Mana
Legend of Mana, conocido en Japón como Seiken Densetsu: Legend of Mana (聖剣伝説 Legend of Mana, literalmente Leyenda de la espada sagrada: Leyenda de Mana) es la cuarta entrega de la serie Mana. El juego se lanzó para PlayStation en Japón el quince de julio de 1999 y en Estados Unidos el 7 de junio del año siguiente, con cierta demora en Canadá con respecto a Estados Unidos.
La desarrolladora y distribuidora del videojuego fue Squaresoft, aunque la labor de distribución fue llevada en Norteamérica por su filial Square Electronic Arts. En España, no vio la luz hasta el 1 de abril de 2000.

## Sistema de juego
Si bien incorpora algunos elementos típicos de videojuegos de rol, presentes en las entregas anteriores, Legend of Mana tiene un sistema de juego genuino, principalmente porque permite al jugador la habilidad de moldear el mundo ficticio de Fa'Diel a voluntad gracias al uso de artefactos, que se consiguen conforme el jugador avanza por las distintas etapas del juego. Así, el jugador puede crear ciudades, cuevas, mazmorras y otras porciones de terreno que puede investigar. De esta forma, el sistema de juego ya no es lineal, sino que, además, existen tres tramas distintas a seguir simultáneamente, y no hace falta completarlas para terminar el juego.
Otros elementos que se utilizan tradicionalmente en los videojuegos de rol también se han incorporado a Legend of Mana. Por ejemplo, el protagonista y sus camaradas tienen un contador numérico para medir su fuerza, la salud y la suerte. Cuando se acumula una determinada cantidad de puntos de experiencia, los personajes ganan periódicamente niveles superiores. Al terminar un combate con un enemigo, a veces se obtienen cristales que contienen puntos de experiencia. El protagonista puede llevar consigo armadura, armas y otros accesorios. Las armas garantizan al jugador la capacidad de realizar ciertas acciones durante la batalla. Las técnicas especiales o special techs son poderosos ataques que pueden lanzar los personajes principales. Para cada arma, se pueden aprender distintas técnicas especiales cuyo objetivo puede ser una pequeña zona del espacio o un área mucho mayor. Los ataques de un repertorio pueden ser asociados a los botones del mando para efectuarlos cuando sea necesario.
Legend of Mana ofrece al jugador la posibilidad de que le acompañen dos camaradas controlados por IA o por otro jugador humano que utilice un segundo mando. La función de los camaradas se limita a ayudar al protagonista en una lucha contra los enemigos, de manera que podría clasificarse el videojuego como multijugador. Pueden tratarse de humanos, semihumanos, mascotas o golems. El mercader Niccolo es humano; los semihumanos son monstruos que tienen la habilidad de hablar, y aparecen en ciertas áreas con ansias de ayudar al jugador en sus aventuras; los golems y mascotas pueden acompañar al protagonista, pero no pueden ser controlados por un segundo jugador. Si se hace uso de una tarjeta de memoria, es posible el modo multijugador, aunque existen ciertas trabas. Para la lucha entre dos jugadores existe una arena habilitada para tal propósito.
Tras haber completado ciertas misiones, Legend of Mana da al usuario la posibilidad de hurgar entre misiones opcionales enmarcadas en torno al hogar del protagonista. Aunque las armas, las armaduras y los accesorios pueden comprarse en las tiendas, el jugador puede también mejorarlas con nuevos materiales que hallará a lo largo del juego. También pueden combinarse los accesorios para adquirir nuevas características, como un aumento de fuerza o defensa., o incluso añadiendo nuevas funcionalidades. En el patio trasero de la casa de los jugadores se encuentra un diminuto huerto, donde el jugador puede entregar al jardinero, Trent, semillas con las que cultivar fruta. Todo lo que crezca dependerá de diversos factores: el número de semillas plantadas, el nivel de mana de la zona, o el tipo de semilla. El jugador también puede desbloquear un corral para monstruos, que puede emplearse para criar mascotas, dejándolas pastar o llevándolas consigo a nuevas aventuras. También pueden criarse con el PocketStation de Sony, un dispositivo distribuido únicamente en Japón. Por último, en los talleres pueden confeccionarse nuevos objetos e incluso golems, empleando monedas, materiales bastos (como metal, hueso o madera) y el poder de Mana propio de cada región. Tanto los materiales como la melodía de los talleres son los agentes que permiten acabar un determinado instrumento. Los golems, por ejemplo, se construyen a partir de armas y corazas.
El menú permite cambiar el nombre del equipo que lleva el jugador cuando se hace clic en él dos veces.

## Historia
Nueve siglos atrás, el árbol del Maná se quemó hasta hacerse cenizas.
El poder del Maná vivía dentro de las piedras del Maná, instrumentos encantados, y artefactos.
Muchos sabios han luchado uno contra otros para apoderarse del control de estos últimos restos de Maná.
Entonces, después de cientos de años de guerra, mientras el poder del Maná comenzaba a desvanecerse, aquellos que la buscaban empezaron a desaparecer, y el mundo volvió a vivir en paz.
Después de esto, en la humanidad creció el miedo al deseo.
Sus corazones se llenaron con emociones vacías, y se apartaron de mis manos. Desviaron sus ojos de mi infinito poder, y fueron afligidos por sus tontas disputas.
¡Recordadme!
¡Necesitadme!
¡Yo puedo proveeros todo!
Yo soy el amor. Encontradme y caminad a mi lado.
El mundo ha caído en la ruina, el árbol sagrado ha muerto
y la espada de Maná se ha perdido.
Solo un héroe será capaz de revivir al árbol y volver a traer la paz a este mundo
y tú deberás guiarlo para que su destino se cumpla.